# CIC U Nantes
Das Team CIC U Nantes ist ein französisches Radsportteam mit Sitz in Carquefou.
Das Team ist seit der Saison 2022 im Besitz einer Lizenz als UCI Continental Team und nimmt vorrangig an den französischen Rennen der UCI Europe Tour sowie Rennen des nationalen Kalenders teil. Die Mannschaft ist das Elite-Team des französischen Vereins UC Nantes Antlantique, der seit 1909 im Radsport aktiv ist.

## Saison 2025
Mannschaft
| Teamkader 2025          | Teamkader 2025     | Teamkader 2025 | Teamkader 2025                          |
| Name                    | Geburtsdatum       | Land           | Vorheriges Team                         |
| ----------------------- | ------------------ | -------------- | --------------------------------------- |
| Ronan Augé              | 29. April 2004     | Frankreich     | Équipe continentale Groupama-FDJ (2024) |
| Joris Chaussinand       | 26. Februar 2002   | Frankreich     | Bourg-en-Bresse Ain Cyclisme (2024)     |
| Corentin Devroute       | 8. Oktober 2003    | Frankreich     | SCO Dijon (2024)                        |
| Justin Ducret           | 8. März 1998       | Frankreich     | SCO Dijon (2024)                        |
| Maël Guégan             | 19. Januar 1998    | Frankreich     | Sojasun espoir-ACNC (2020)              |
| Similien Hamon          | 11. September 2006 | Frankreich     |                                         |
| Antoine Hue             | 17. Dezember 2004  | Frankreich     | VC Pays de Loudéac (2023)               |
| Yaël Joalland           | 20. September 2000 | Frankreich     | Club Cycliste d'Étupes (2021)           |
| Matisse Julien          | 21. Januar 2003    | Kanada         | Team Ecoflo Chronos (2023)              |
| Lenaïc Langella         | 14. Juni 2004      | Frankreich     | VC Rouen 76 (2024)                      |
| Axel Mariault           | 7. Juni 1998       | Frankreich     | Cofidis (2024)                          |
|                         |                    |                |                                         |
| Quelle: ProCyclingStats |                    |                |                                         |

Erfolge
| Siege | Siege  | Siege | Siege  | Siege  | Siege |
| Datum | Rennen | Staat | Klasse | Sieger |       |
| ----- | ------ | ----- | ------ | ------ | ----- |

## Bisherige Saisonerfolge
| Rennserie                 | 2022 | 2023 | 2024 |
| ------------------------- | ---- | ---- | ---- |
| UCI ProSeries             | -    | -    | -    |
| UCI Continental Circuits  | -    | 4    | 1    |
| nationale Meisterschaften | -    | 1    | -    |

## Platzierungen in der UCI-Weltrangliste
| World Ranking | World Ranking | World Ranking               | World Ranking |
| Jahr          | Teamwertung   | Einzelwertung               |               |
| ------------- | ------------- | --------------------------- | ------------- |
| 2022          | 71.           | Emmanuel Morin (382. )      |               |
| 2023          | 57.           | Jordan Jegat (430. )        |               |
| 2024          | 85.           | Clément Braz Afonso (503. ) |               |
|               |               |                             |               |
| Quelle: UCI   |               |                             |               |